# Парламентские выборы в Италии (1946)
Выборы в Учредительное собрание, первые парламентские выборы в стране после свержения фашистского режима Муссолини, прошли 2 июня 1946 года и принесли победу Христианско-демократической партии. Одновременно с выборами прошёл также конституционный референдум, на котором 54,27 % избирателей высказались за республиканский строй в Италии.
В ходе выборов планировалось избрать 573 депутата, но было выбрано 556, так как голосование не состоялось в регионе Венеция-Джулия и провинции Больцано—Южный Тироль, которые на тот момент не контролировались итальянским правительством.
Впервые в истории Италии все совершеннолетние женщины могли участвовать в национальных выборах.

## Избирательная система
Чтобы подчеркнуть восстановление демократии после фашистской эпохи была выбрана система пропорционального представительства. Итальянские провинции были объединены в 31 избирательный округ, в каждом из которых избиралась группа депутатов. На уровне округа места распределялись между открытыми списками с использованием Метода наибольшего остатка с квотой Империали. Остальные голоса и места были распределены на национальном уровне между специальными закрытыми списками национальных лидеров, используя квоту Хэйра.

## Избирательная кампания
В конце Второй мировой войны Италия жила в соответствии с переходными законами, принятыми в результате соглашений между Комитетом национального освобождения и королём Умберто II. После первых за более чем двадцать лет демократических выборов Совет министров Италии должен был получить вотум доверия вновь избранного парламента.
Основными претендентами на победу выступали христианские демократы и социалисты, которые входили в число ведущих партий Италии ещё до фашистской эры, и коммунисты, укрепившие своё положение благодаря вооружённой борьбе против нацизма и фашизма во время войны. Итальянская либеральная партия, представляющая политический истеблишмент, правивший Итальянским королевством с момента его создания и до 1920-х годов, образовала коалицию Национально-демократический союз. Монархисты создали Национальный блок свободы, в то время как либерально-социалистическая Партия действия и Демократическая партия труда надеялись привлечь голоса избирателей за счёт своих лидеров, Ферруччо Парри и Иваноэ Бономи, которые возглавляли переходные правительства в 1944—1945 годах.

## Результаты выборов

Распределение мест в Учредительном собрании

Выборы дали значительное большинство в парламенте христианским демократам, социалистам и коммунистам, которые вместе с республиканцами образовали новое правительство.
| Партия                                                     | Оригинальное название                                         | Голоса     | %     | Места |
| ---------------------------------------------------------- | ------------------------------------------------------------- | ---------- | ----- | ----- |
| Христианско-демократическая партия                         | итал. Democrazia Cristiana, DC                                | 8 080 664  | 35,18 | 207   |
| Итальянская социалистическая партия пролетарского единства | итал. Partito Socialista Italiano di Unità Proletaria, PSIUP  | 4 758 129  | 20,72 | 115   |
| Итальянская коммунистическая партия                        | итал. Partito Comunista d'Italia, PCI                         | 4 356 686  | 18,99 | 104   |
| Национально-демократический союз                           | итал. Unione Democratica Nazionale, UDN                       | 1 560 638  | 6,79  | 41    |
| Фронт обычных людей                                        | итал. Fronte dell'Uomo Qualunque, UQ                          | 1 211 956  | 5,28  | 30    |
| Итальянская республиканская партия                         | итал. Partito Repubblicano Italiano, PRI                      | 1 003 007  | 4,37  | 23    |
| Национальный блок свободы                                  | итал. Italian Liberal Party                                   | 637 328    | 2,77  | 16    |
| Партия действия                                            | итал. Partito d'Azione, PdAz                                  | 334 748    | 1,45  | 7     |
| Движение за независимость Сицилии                          | итал. Movimento Indipendentista Siciliano, MIS                | 171 201    | 0,74  | 4     |
| Партия итальянских крестьян                                | итал. Partito dei Contadini d'Italia, PCd'I                   | 102 393    | 0,44  | 1     |
| Республиканская демократическая концентрация               | итал. Concentrazione Democratica Repubblicana, CDR            | 97 690     | 0,42  | 2     |
| Сардинская партия действия                                 | итал. Partito Sardo d'Azione, PSdAz                           | 78 554     | 0,34  | 2     |
| Итальянское юнионистское движение                          | (итал. Movimento Unionista Italiano, MUI)                     | 71 021     | 0,31  | 1     |
| Социальная христианская партия                             | итал. Partito Cristiano Sociale, PCS                          | 51 088     | 0,22  | 1     |
| Демократическая партия труда                               | итал. Partito Democratico del Lavoro, DL                      | 40 663     | 0,18  | 1     |
| Национальное движение за реконструкцию                     | итал. Movimento Nazionale per la Ricostruzione                | 39 748     | 0,17  | 0     |
| Независимый демократический союз Труда и Свободы           | итал. Unione Democratica Indipendente Lavoro e Libertà, UDILL | 36 398     | 0,16  | 0     |
| Альянс итальянских монархистов                             | итал. Alleanza Monarchica Italiana, AMI                       | 30 505     | 0,13  | 0     |
| Демократическое движение итальянских монархистов           | итал. Movimento Democratico Monarchici Italiani, MDMI         | 30 017     | 0,13  | 0     |
| Альянс итальянских республиканцев                          | итал. Alleanza Repubblicana Italiana, ARI                     | 29 023     | 0,13  | 0     |
| Итальянская партия ветеранов                               | итал. Partito del Reduce Italiano, PdRI                       | 24 764     | 0,11  | 0     |
| Партия коммунистов-интернационалистов                      | итал. Partito Comunista Internazionalista, PCIN               | 22 644     | 0,10  | 0     |
| Республиканский прогрессивный демократический фронт        | итал. Fronte Democratico Progressista Repubblicano, PCS       | 21 853     | 0,09  | 1     |
| Недействительные голоса                                    |                                                               | 1 936 708  | -     | -     |
| Всего                                                      |                                                               | 24 947 187 | 100   | 556   |
| Зарегистрировано избирателей/Явка                          |                                                               | 28 005 449 | 89,08 |       |

1. ↑  Коалиция трёх партий: Итальянской либеральной, Демократической трудовой и Демократического альянса свободы
2. ↑  Часть членов партии отказались войти в коалицию с Итальянской либеральной партией и Демократическим альянсом свободы, решив выставить на выборы собственный список
3. ↑  Коалиция в Валле-д’Аоста, объединившая Партию действия, коммунистов, социалистов и республиканцев